# Andalgalá
Andalgalá é um município da Argentina localizado na província de Catamarca. É a capital do departamento Andalgalá.